# Tegostoma pentodontalis
Tegostoma pentodontalis là một loài bướm đêm trong họ Crambidae.